# Olli Wisdom
Olli Wisdom, Künstlername Space Tribe (* März 1958; † 23. August 2021), war ein britischer Musiker, DJ und Textilproduzent.
Er wurde als Sänger der Glam-/Gothic Rock Band Specimen bekannt. Nach einem längeren Aufenthalt in Goa wandte er sich verstärkt dem Psytrance zu und brachte Mitte der 1990er Jahre die ersten eigenen Platten heraus.